# Marvin Miranda
Marvin Danilo Miranda Casasola (ur. 19 grudnia 1993) – gwatemalski zapaśnik walczący w stylu wolnym. Piąty na igrzyskach panamerykańskich w 2015. Brązowy medalista mistrzostw panamerykańskich w 2015. Wicemistrz igrzysk Ameryki Środkowej w 2013 i 2017 roku.